# Герасимов Борис Петрович
Борис Петрович Герасимов (нар. 5 грудня 1946, Київ) — російський науковець (обчислювальна гідродинаміка), професор, з 1995 президент Міжнародного центру наукового та культурного обміну, з 2000 президент AISFPT. Пропагує створення держави айнів під російською егідою.

## Життєпис
- з 1995 Міжнародний центр наукового та культурного обміну, Париж
- 1991-1996 запрошений професор у різних університетах Франції[4]
- 1972-1991 Інститут прикладної математики[ru] імені М. В. Келдиша РАН
- 1970-1974 аспірантура МФТІ
- 1964-1970 Московський фізико-технічний інститут (МФТІ).
- 1960–1964 Школа №401[ru], Москва
- 1953–1960 Школа №33, Київ (вул. Володимирська, 79-б)

## Публікації
- 2015: «РФ может использовать айнов как союзников против японцев, восстановив умирающий Айнский язык», 02:24 24.08.2015 // В статье: МИД РФ: Япония продолжает оспаривать итоги Второй мировой войны [Архівовано 29 вересня 2015 у Wayback Machine.]. Тема: Поездка Медведева на Курилы [Архівовано 29 вересня 2015 у Wayback Machine.] // РИА Новости, 22.08.2015 17:46
- 2015: Конструктивное решение проблемы Южных Курил (история айнов - японский миф о Южных Курилах) // vk.com, 11 марта 2015 20:55
- 2014: Конструктивное решение проблемы Южных Курил (история айнов) [Архівовано 28 вересня 2015 у Wayback Machine.] // Проект «Исторические Материалы» 19 января 2014 00:37
- 2013: Мы можем использовать айнов как союзников против японцев [Архівовано 28 вересня 2015 у Wayback Machine.] Профессор Борис Герасимов предложил решение проблемы Курильских островов … // ruskline.ru, 01.05.2013
- 2011: Конструктивное решение проблемы Курильских островов [Архівовано 28 вересня 2015 у Wayback Machine.] // maxpark.com, 8 февраля 2011, 18:22